# Oracle de Dodona
L'oracle de Dodona era un oracle de Zeus a la ciutat de Dodona a l'Epir, que donava la revelació per mitjà dels sorolls del vent. L'oracle sembla que ja existia en temps prehel·lènics. Homer en parla, tant a la Ilíada com a l'Odissea.
Les revelacions es donaven segons es creu en una cova i el voler dels deus s'expressava pel soroll del vent a través de les fulles dels arbres. Hi havia una alzina immensa, l'arbre de Zeus, i es creia que el xiuxiueig de les seves fulles explicaven la voluntat del déu. Zeus portava a Dodona el nom de Zeus Naios, i la seva dona no era Hera sinó Dione.
Es penjaven algunes gerres dels arbres perquè al moure's pel vent i xocar entre elles produïssin més sorolls. Diversos relats esmenten també l'obtenció de revelacions pels ocells o coloms que es posaven als arbres. Ciceró diu que a Dodona es practicava la cleromància o les «sortes», que consistien en tirar a l'atzar alguns objectes (ossos, fustes...) i llegir-ne el significat.
Els sorolls eren interpretats per homes inicialment, els Sells, i més tard per dues o tres dones que rebien el nom de Pelèiades (colomes), paraula que per als molossos significa també dones velles. Heròdot dona el nom de les tres profetesses del seu temps: Promènia, Timareta i Nicandra; eren escollides entre les famílies de Dodona que deien descendir de personatges mítics; tot i així encara existia algun sacerdot que ocasionalment interpretava els sons.
L'oracle era inaccessible als suborns i no estava supeditat als interessos dòrics i, per tant, era consultat principalment per epirotes, etolis, i acarnanis i pels que no volien anar a l'oracle de Delfos per la seva parcialitat pels doris. Les revelacions eren donades en hexàmetres i ocasionalment en prosa.
El temple va ser destruït l'any 219 aC pels etolis i es van tallar els arbres, però l'oracle va subsistir i es va consultar fins al segle iii. Estrabó esmenta expressament una profetessa de Dodona, però sembla clar que l'oracle en la seva època ja estava en acusada decadència (com altres en aquell temps).